# スカウト・テイラー＝コンプトン
スカウト・テイラー＝コンプトン（Scout Taylor-Compton, 1989年2月21日 - ）は、アメリカ合衆国カリフォルニア州ロングビーチ出身の女優。
数々のホラー映画に出演しており、絶叫クイーンとして知られている。

## 略歴
カリフォルニア州ロングビーチで Desariee Starr Compton として、メキシコ人の血を引く母親と葬祭業者の父親 との間に生まれた。
『チャームド 〜魔女3姉妹〜』『ギルモア・ガールズ』『コールドケース 迷宮事件簿』など数多くのテレビドラマにゲスト出演し、2004年『スリープオーバー』のファラ役で初めてメインの役を得る。
2007年には、ガートルード・バニシェフスキーの実在の事件を映画化した『アメリカン・クライム』でステファニー・バニシェフスキー役を演じているほか、リメイク版『ハロウィン』ではローリー役に抜擢。2009年の続編にも同役で主演している。
2008年には、1986年のホラー映画『エイプリル・フール』のリメイクであるオリジナルビデオ作品『血のエイプリルフール』にも出演している。

## 出演作品
- 2004 『スリープオーバー』 Sleepover ファラ
- 2004 『13 ラブ 30  サーティン・ラブ・サーティ』 13 Going on 30 ノークレジット
- 2006 『100年後...』 Wicked Little Things サラ・タニー
- 2007 『アメリカン・クライム』 An American Crime ステファニー・バニシェフスキー
- 2007 『ハロウィン』 Halloween ローリー・ストロード
- 2008 『血のエイプリルフール』 April Fool's Day トーランス・コールドウェル
- 2008 『ブライド』 The Governor's Wife TV映画、ヘイリー・ダンヴィル
- 2009 『オブセッション 歪んだ愛の果て』 Obsessed サマンサ
- 2009 『ハロウィンII』 Halloween II
- 2010 『ランナウェイズ』 The Runaways